# Sogno di san Giuseppe (Guercino)
Il Sogno di San Giuseppe è un dipinto a olio su tela (137×167 cm) di Guercino, databile alla prima metà del XVII secolo e conservato nel Palazzo Reale di Napoli.

## Storia
Non si hanno informazioni puntuali sulla provenienza del dipinto, di certo si sa che questa tela fece pendant con il San Girolamo penitente, sempre del Guercino e sempre confluita nel Palazzo Reale di Napoli.
Già nella collezione Farnese di Parma, la tela fu trasferita nel 1734 dal nuovo re di Napoli Carlo III di Spagna, figlio di Elisabetta Farnese, ultima discente del ramo nobiliare. L'opera, documentata negli inventari del 1874 già al Palazzo Reale a Napoli, finì poi nell'oblio. Sul finire del Novecento fu rinvenuta e rivalutata dalla critica, che la identificò nell'abbazia di Montevergine ad Avellino, dov'era anche il San Girolamo, come opera proveniente dai depositi di Capodimonte sotto l'attribuzione a Francesco Di Maria.